# Ossario del Pasubio
Die Gedenkstätte Valli del Pasubio oder auch Beinhaus des Pasubio (italienisch Sacrario Militare di Valli del Pasubio oder Ossario del Pasubio) liegt in der norditalienischen Gemeinde Valli del Pasubio in der Provinz Vicenza. Der monumentale Bau aus den 1920er Jahren birgt die Gebeine von über 5.000 Gefallenen des Ersten Weltkrieges.

## Lage
Die Gedenkstätte wurde auf dem Colle Bellavista, einem dem Monte Cornetto östlich vorgelagerten Bergvorsprung oberhalb des Val Leogra, auf einer Höhe von 1217 m s.l.m. errichtet. Sie befindet sich ungefähr zwei Kilometer vom Passo Pian delle Fugazze entfernt von dem eine Fahrstraße zum Beinhaus abzweigt.

## Geschichte
Die ersten Pläne zum Bau einer Gedenkstätte am Monte Pasubio gehen noch auf die Zeit des Ersten Weltkrieges zurück, als Angehörige der 1. italienischen Armee im Dezember 1917 auf dem Pasubio einen kleinen Gedenkschrein errichteten. Diese Initiative griff der damalige Bischof von Vicenza auf und bildete ein Komitee zum Bau einer Gedenkstätte, dem sich bald der Wunsch anschloss, neben der Gedenkstätte auch ein Beinhaus zu errichten. Nach Ende des Krieges trat im Dezember 1918 der Befehlshaber der 1. Armee Guglielmo Pecori Giraldi dem Komitee bei und wurde dessen Präsident. 1920 wählte man den Colle Bellavista zu Füßen des Pasubio als Standort aus. Nachdem die Gemeinde Valli del Pasubio den Grund zur Verfügung gestellt hatte, begann man im gleichen Jahr noch mit den Bauarbeiten. Mit der Ausführung wurde der aus Schio stammende Architekt Ferruccio Chemello betraut. Als erstes wurde die vom Pass Pian delle Fugazze kommende Zufahrtsstraße errichtet.
Die Grundsteinlegung für das Beinhaus erfolgte am 1. Juli 1920 durch Celestino Endrici, den Erzbischof von Trient. Für den Bau wurde schwarzer Bruchstein verwendet, den man in einem Steinbruch zu Füßen des Monte Cornetto brach und mit einer vom italienischen Heer errichteten Materialseilbahn zur Baustelle transportierte. Der ebenfalls verbaute weiße Marmor kam aus den Marmorbrüchen bei Piovene Rocchette und Magrè in der Nähe von Schio. Im Sommer 1921 waren Teile des Beinhauses soweit fertiggestellt, dass die Gebeine von 2000 Gefallenen überführt werden konnten. Im November 1924 wurde das Dach des Turmes fertiggestellt und damit waren auch die Außenarbeiten so gut wie abgeschlossen. Zwischen 1925 und 1926 wurden die Innenräume ausgestaltet. Den Auftrag dafür erhielt der aus Florenz stammenden Künstler Tito Chini, der die Innenwände des Turmes mit Jugendstilfresken dekorierte. Am 26. August 1926 konnte die Gedenkstätte unter Anwesenheit des italienischen Königs Viktor Emanuel III. nach sechs Jahren Bauzeit, die sich aufgrund finanzieller Schwierigkeiten in die Länge zog, endlich eingeweiht werden.
1953 wurden die sterblichen Überreste von Guglielmo Pecori Giraldi in das Beinhaus überführt. Von 2014 bis 2016 wurde die Gedenkstätte restauriert, darunter auch die durch Feuchtigkeit in Mitleidenschaft gezogenen Wanddekorationen Tito Chinis.
Unterhalten und geleitet wird die Gedenkstätte von einer 1921 eigens dafür eingerichteten Stiftung (Fondazione 3 novembre 1918), der verschiedene öffentliche Träger, darunter die beiden Provinzen Vicenza und Trient, angehören. Die Stiftung ist nach wie vor Eigentümer der Gedenkstätte.

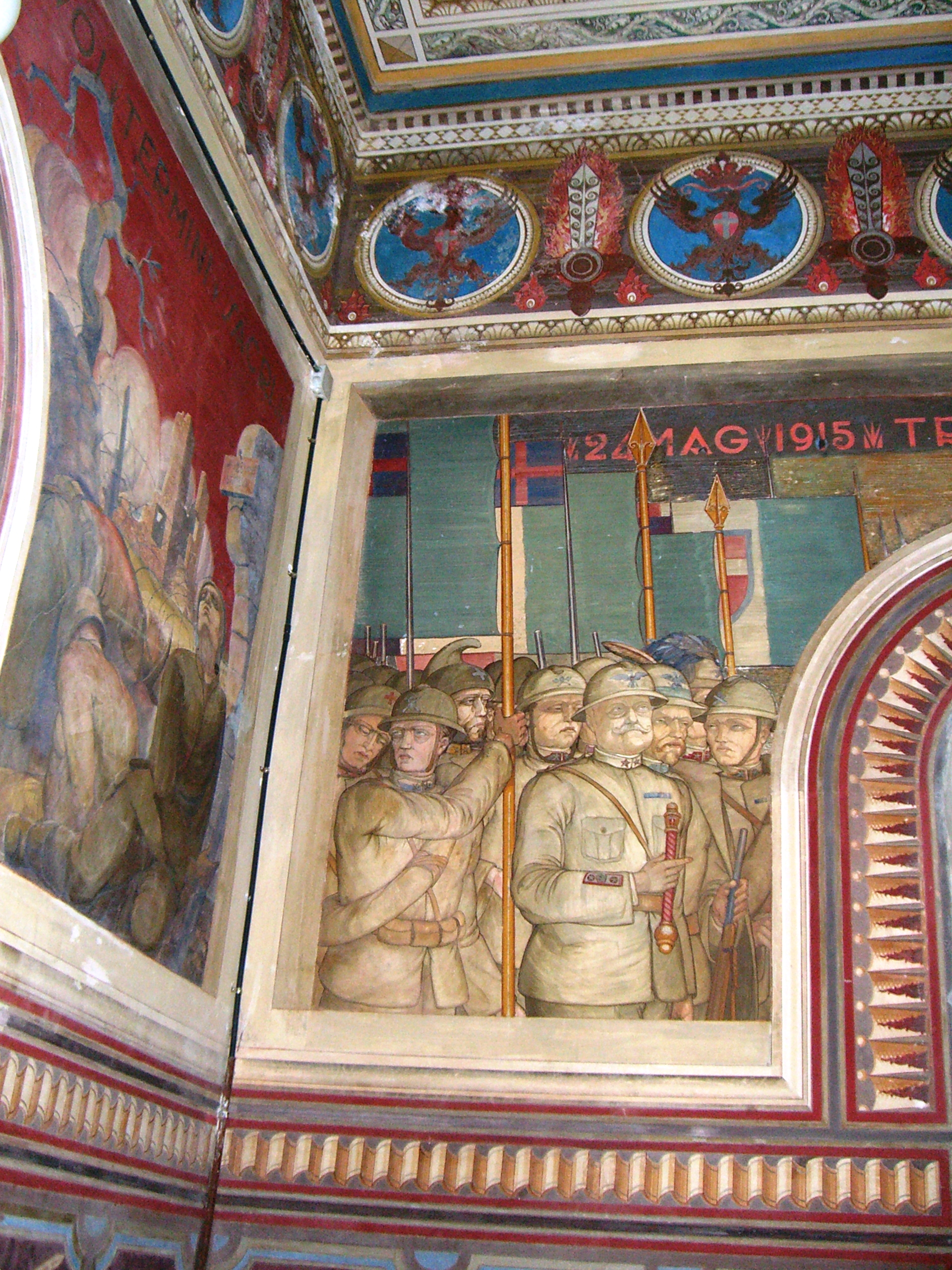
Wandfresken von Tito Chini mit dem Bildnis von Pecori Giraldi

## Beschreibung
Die Anlage setzt sich aus zwei Baukörpern zusammen, der turmartigen Gedenkstätte in der auch eine Kapelle mit Altarraum untergebracht ist und einem darunter liegenden Sockel, dem eigentlichen Beinhaus mit den Grabnischen. Turm und Beinhaus verfügen über einen eigenen jeweils genau gegenüber liegenden Eingang. Umgeben wird der gesamte Bau durch einen weitflächigen Außenbereich, auf dem einige italienische und österreichisch-ungarische Geschütze aus dem Ersten Weltkrieg aufgereiht sind.

### Beinhaus
Der Eingang in das ebenerdige Beinhaus, auf dem auch der Turm ruht, ist in Ostrichtung ausgelegt. Ein zentraler Gang führt vom Eingang direkt in die Krypta, die sich in der Mitte des Bauwerks befindet und ebenfalls von Tito Chini künstlerisch ausgestaltet wurde. In der Krypta findet sich auch die letzte Ruhestätte von Guglielmo Pecori Giraldi sowie von weiteren 59 mit militärischen Auszeichnungen bestatteten Soldaten. Vom Hauptgang biegen unmittelbar nach dem Eingang links und rechts jeweils zwei Seitengänge ab, in denen die übrigen Grabstätten liegen. In den äußeren Gängen befinden sich 450 namentlich gekennzeichnete Einzelgräber, während in den beiden inneren Seitengängen, die etwas überhöht über einige Stufen zu erreichen sind, 94 Gemeinschaftsgräber für die nicht identifizierten Gefallenen untergebracht sind. Insgesamt sind im Beinhaus 1.629 namentlich bekannte und 3.400 unbekannte italienische sowie 60 unbekannte österreichisch-ungarische Gefallene bestattet.

### Turm
Der 31,50 m hohe sich nach oben hin verengende Turm, ist über eine dem Eingang zum Beinhaus genau gegenüberliegende 3,50 m hohe Freitreppe zu erreichen. Er besitzt insgesamt vier Stockwerke plus einem Zwischenstockwerk. Im ersten Stockwerk befindet sich die Kapelle mit einer Madonnen-Statue aus weißem Carrara-Marmor des Bildhauers Giuseppe Zanetti. Die Wände sind mit verschiedenen Heiligenfiguren geschmückt, die, wie auch die anderen Fresken in den darüber liegenden Stockwerken, ein Werk von Tito Chini sind. An der Decke ein Bild der Dreifaltigkeit. Über drei große Fenster, die mit Glasmalereien ebenfalls ausgeschmückt sind, fällt ausreichend Tageslicht ein. Eine Steintreppe führt über ein Zwischenstockwerk in den zweiten Stock mit dem sog. Saal des Wartens, ein kleiner und im Vergleich zur Kapelle fast düsterer Raum, mit monochromatisch gestalteten, sitzend ausharrenden Soldatenfiguren. Im dritten Stockwerk befindet sich der Saal der Apotheose mit zelebrierenden Kriegsmotiven, darunter in einer Ecke auch das Bildnis von Pecori Giraldi. Eine steile Eisentreppe führt in den abschließenden Kuppelsaal im vierten Stock, der mit einer goldenen Sonnenscheibe in der Mitte der Kuppel geschmückt ist. In den vier Nischen befinden sich kreuzförmige Fenster.
Zur Gedenkstätte gehört auch ein kleines Kriegsmuseum, das in einem separaten Gebäude rechts des Einganges zum Gedenkstättenbereich untergebracht ist.

## Bilder

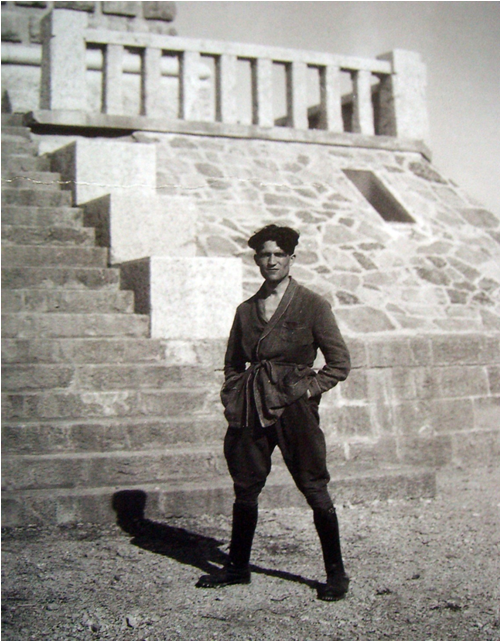
Tito Chini zu Füßen der zum Turmeingang führenden Freitreppe, 1926
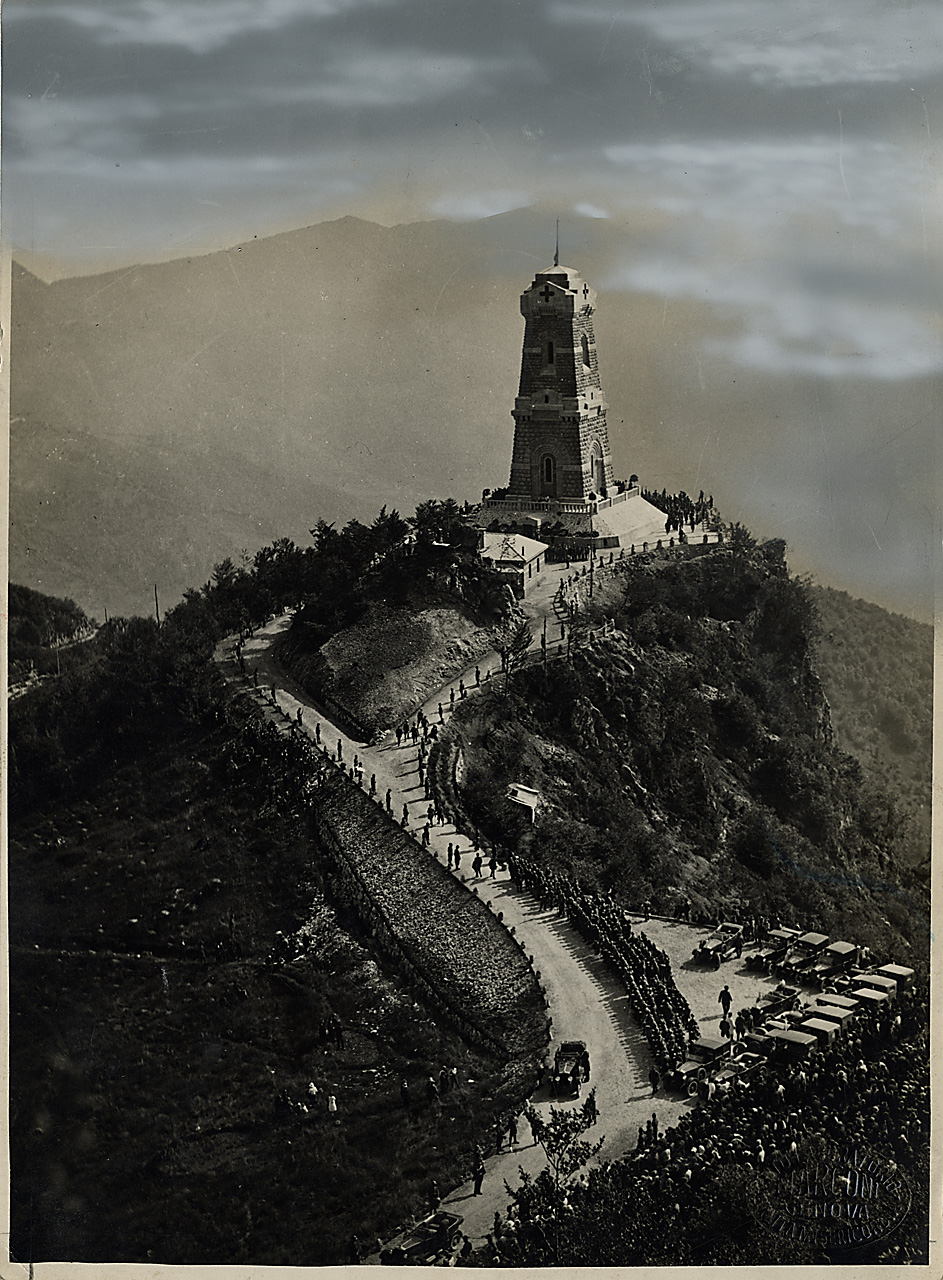
Die Gedenkstätte bei ihrer Einweihung 1926
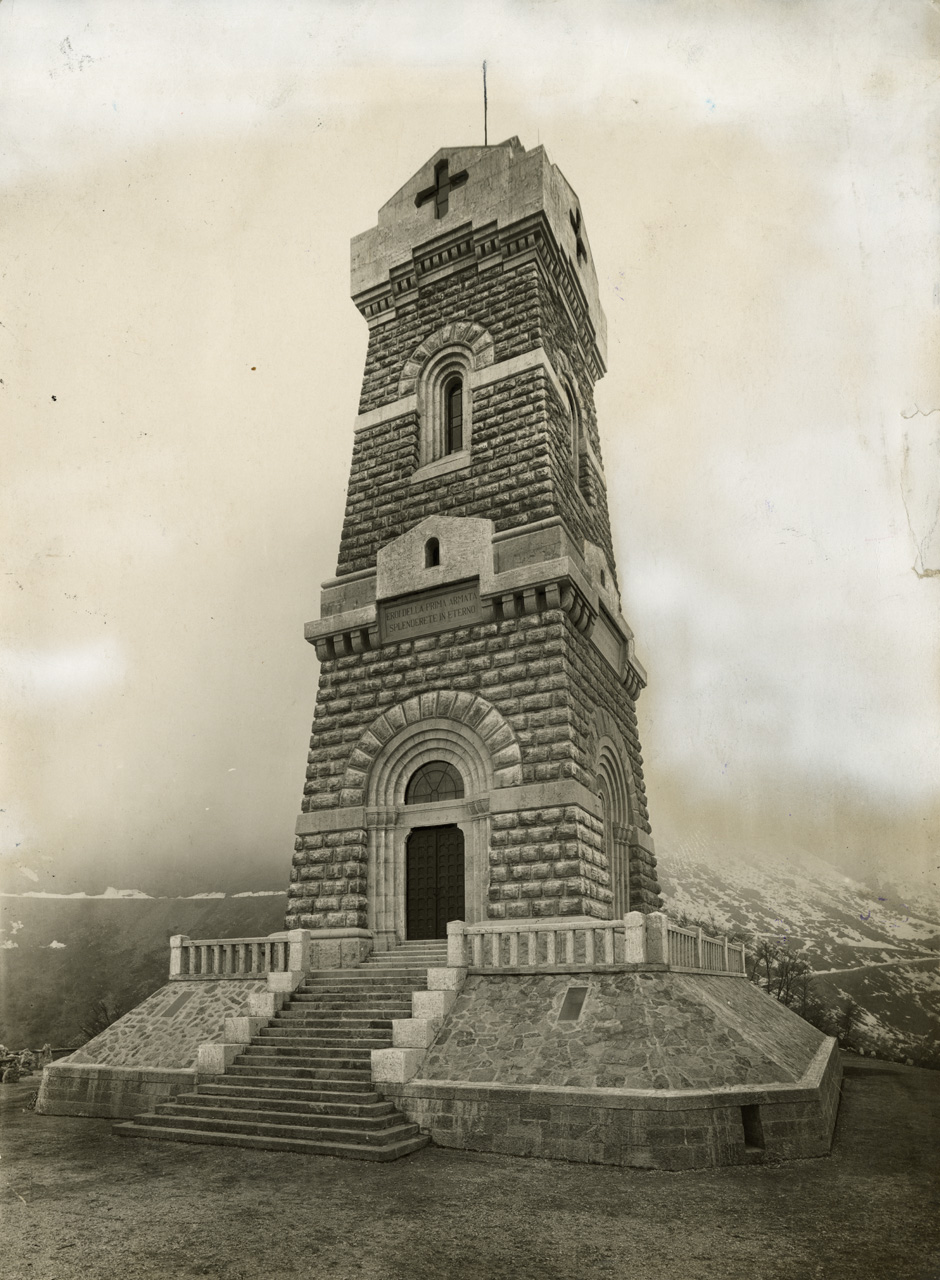
Der Turm mit Eingang
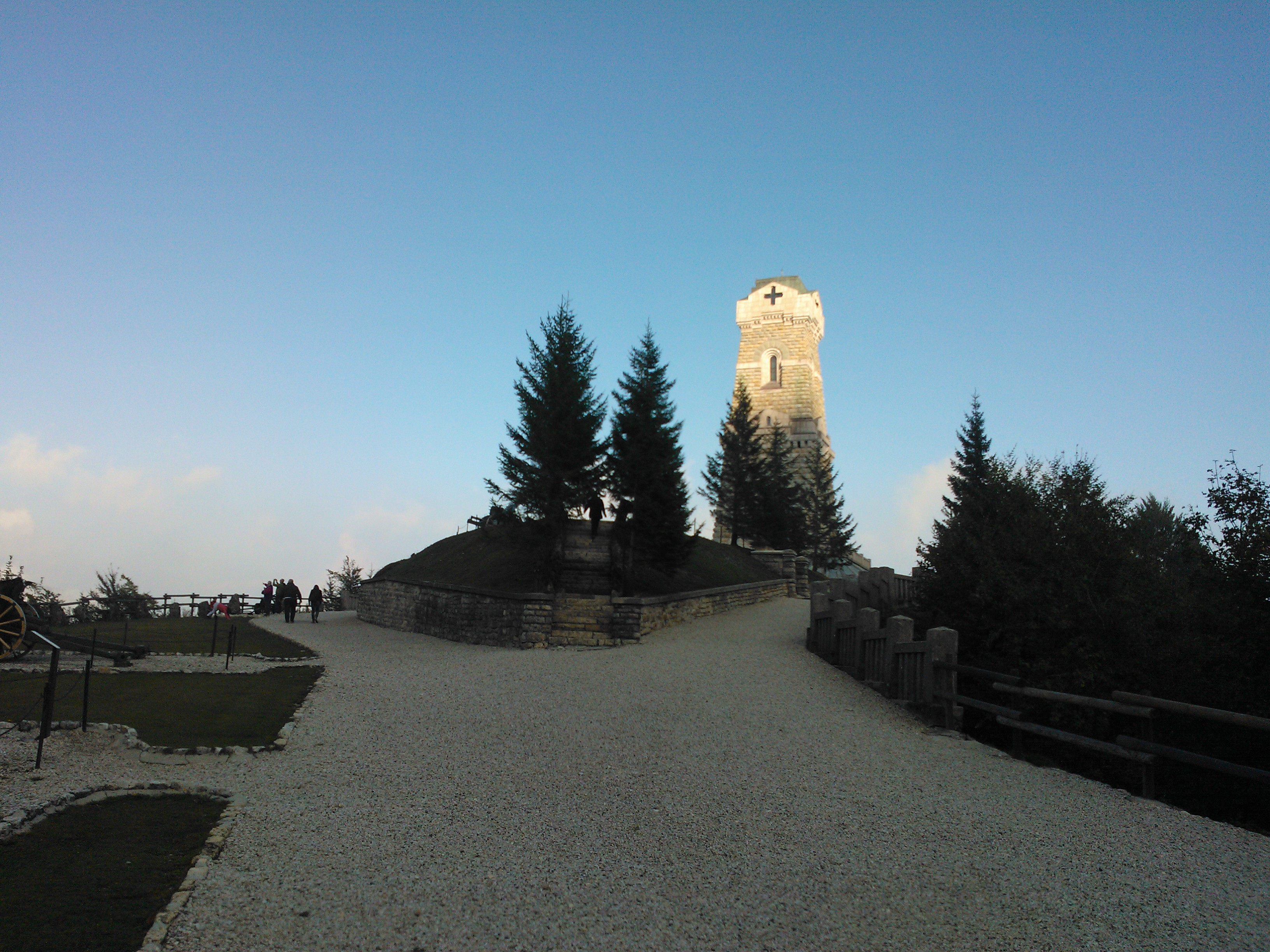
Zugang
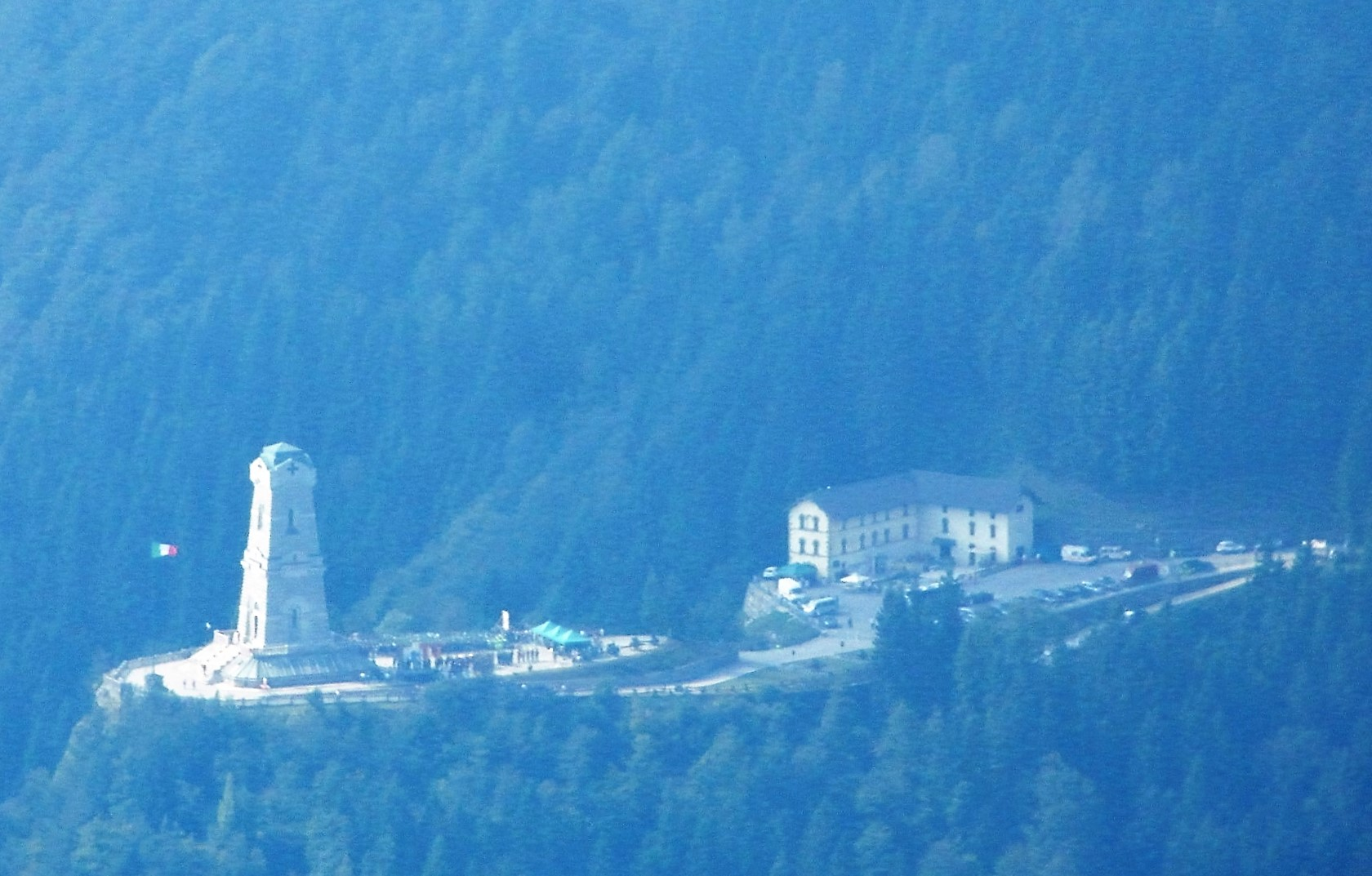
Panoramaaufnahme
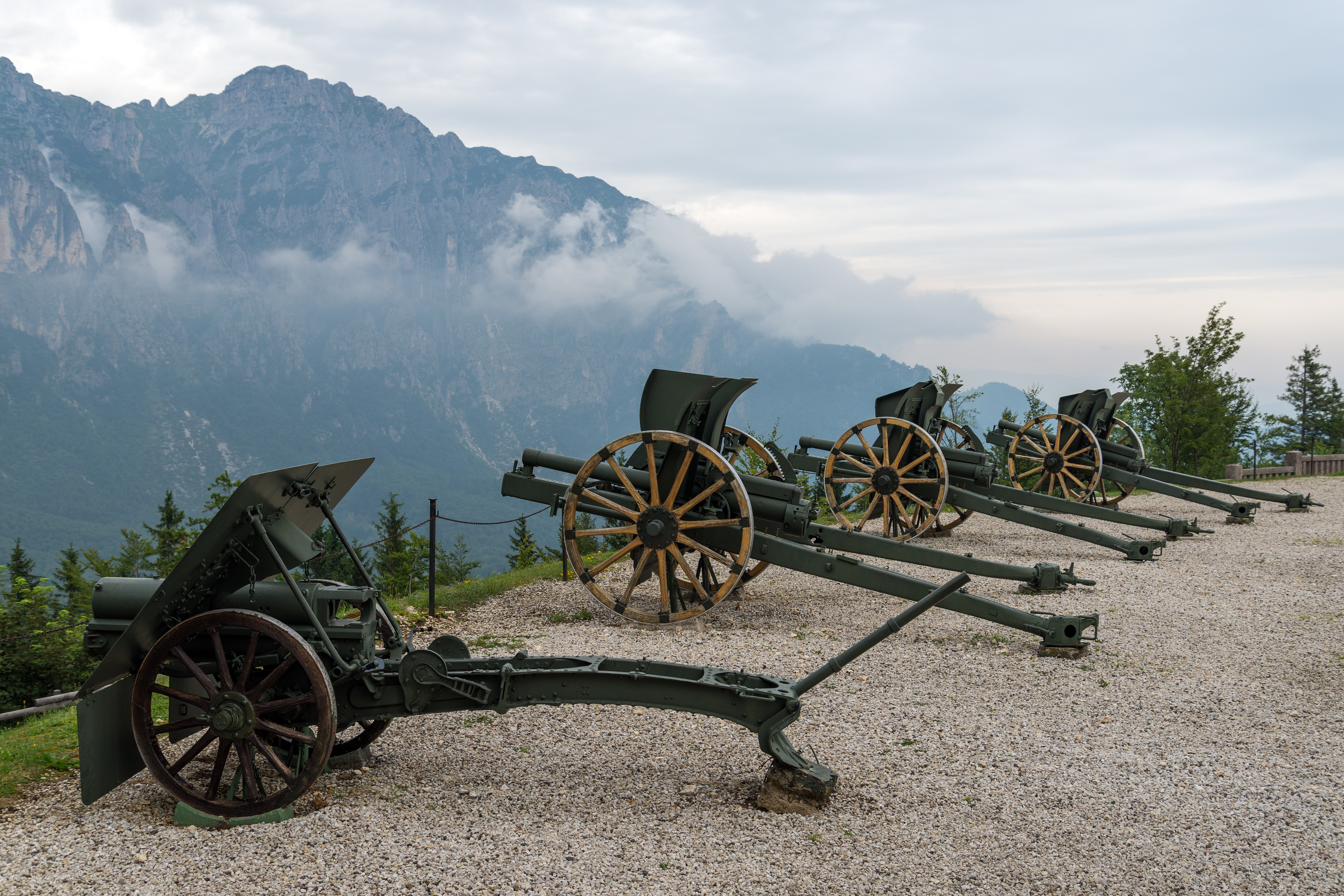
österr. und ital. Geschütze im Außenbereich